# Chulo
Chulo (georgisch ხულო) ist eine Minderstadt in der Autonomen Republik Adscharien im Südwesten von Georgien.
Chulo ist das Verwaltungszentrum der gleichnamigen Munizipalität. Die Stadt liegt im Flusstal des Adschariszqali. Chulo ist 88 Kilometer von der adscharischen Hauptstadt Batumi entfernt. Chulo hat 1007 Einwohner (2014).
Früher war der Name der Stadt Chula (ხულა), was auf Georgisch „kleines Kaufhaus“ bedeutet. Dieser Name bezieht sich auf die Handelswege, die im Mittelalter durch den Ort verliefen.

## Söhne und Töchter der Stadt
- Dawit Gabaidse (* 1980), Politiker
- Schmagi Bolkwadse (* 1994), Ringer
- Lascha Gobadse (* 1994), Ringer